# Finale della Coppa delle nazioni africane 1968
La finale della Coppa delle nazioni africane 1968 si disputò il 21 gennaio 1968 allo Stadio Haile Selassie I di Addis Abeba, tra le nazionali di Congo-Kinshasa e Ghana. Fu vinta per 1-0 dal Congo-Kinshasa che si portò a casa il suo primo trofeo in assoluto nella storia della massima competizione tra nazionali maschili africane.

## Le squadre
| Squadra        | Finali (o spareggi) disputate in precedenza (il grassetto indica la vittoria) |
| -------------- | ----------------------------------------------------------------------------- |
| Congo-Kinshasa | Nessuna                                                                       |
| Ghana          | 2 (1963, 1965)                                                                |

## Cammino verso la finale

### Tabella riassuntiva del percorso
| Squadra        | Pt | G |
| -------------- | -- | - |
| Ghana          | 5  | 3 |
| Congo-Kinshasa | 4  | 3 |
| Senegal        | 3  | 3 |
| Rep. del Congo | 0  | 3 |

| Squadra        | Pt | G |
| -------------- | -- | - |
| Ghana          | 5  | 3 |
| Congo-Kinshasa | 4  | 3 |
| Senegal        | 3  | 3 |
| Rep. del Congo | 0  | 3 |

## Tabellino
| Arbitro: | Mohamed Diab Al-Attar |

|                   |           |  |
| Pierre Kalala 66’ | Marcatori |  |

| Congo-Kinshasa |                 |  |  |
|                |                 |  |  |
| P              | Mwamba Kazadi   |  |  |
| D              | Salomon Mange   |  |  |
| D              | Elias Tshimanga |  |  |
| D              | Pierre Katumba  |  |  |
| D              | Mwanza Mukombo  |  |  |
| C              | Mafu Kibonge    |  |  |
| C              | Pierre Kasongo  |  |  |
| C              | Pierre Kalala   |  |  |
| C              | Mantantu Kidumu |  |  |
| A              | Uba Kembo Kembo |  |  |
| A              | Léon Mungamuni  |  |  |
| CT:            |                 |  |  |
| Ferenc Csanádi |                 |  |  |

| Ghana         |                          |  |  |
|               |                          |  |  |
| P             | John Bortey Naawu        |  |  |
| D             | Franklin Crentsil        |  |  |
| D             | John Eshun               |  |  |
| D             | Charles Addo Odametey    |  |  |
| D             | Ben Kusi                 |  |  |
| C             | Ibrahim Sunday           |  |  |
| C             | Frank Odoi               |  |  |
| C             | Osei Kofi                |  |  |
| C             | Wilberforce Mfum         |  |  |
| A             | Cecil Jones Attuquayefio |  |  |
| A             | Malik Jabir              |  |  |
| Sostituzioni: |                          |  |  |
| CT:           |                          |  |  |
| ?             |                          |  |  |